# Журавлёв, Константин Иванович
Константин Иванович Журавлёв (2 ноября 1901, село Варваровка, Самарская губерния — 27 января 1950, Пугачёв) — советский геолог, палеонтолог, археолог и этнограф; директор Пугачёвского краеведческого музея (1921—1946).

## Биография
Родился 2 ноября 1901 года в селе Варваровка Николаевского уезда (ныне Пугачёвский район) в семье священника. Окончил сельскую школу и Николаевское духовное училище, поступил в Самарскую духовную семинарию, но из-за начавшейся Гражданской войны не смог продолжить учёбу и пошёл работать учителем.
С 1919 года активно помогал собирать экспонаты для организованного в Пугачёве краеведческого музея. В 1921 году был назначен директором музея, проработал в нём до 1946 года.

## Научная деятельность

### Археологические исследования
В 1922 году начал археологические исследования на территории Пугачёвского и соседних уездов. Им было обнаружено и исследовано большое количество неолитических стоянок, могильников бронзового и железного веков, памятников эпохи Золотой Орды. Фонды музея пополнились каменными орудиями неолита, предметами бронзовой эпохи (Хвалынская культура): каменными, бронзовыми и костяными орудиями, керамикой, литейными формами и т. д.

### Геологические и палеонтологические исследования
Не имея специального геологического образования, проявлял огромный интерес к палеонтологии и геологии. Самостоятельно изучая литературу и получая опыт в полевых экспедициях, стал непревзойденным знатоком геологии края. Почти каждое лето совершал несколько поездок, в результате которых были обнаружены или уточнены многие геологические обнажения и выходы пород, уточнена стратиграфия уже известных, собраны геологические и палеонтологические материалы.
В 1932 году началось проектирование Камышинской плотины на Волге, и управление «Нижневолгапроект», опасаясь частичного затопления территории города Пугачёва, попросило Журавлёва дать геологическую характеристику берегов реки Большой Иргиз и притоков. Журавлев профессионально выполнил гидрогеологические съёмки, досконально обследовав долину реки Большой Иргиз, рек Камелик и Сестра.
За годы экспедиций для фондов музея им было собрано множество палеонтологических образцов в мезозойских и четвертичных отложениях Заволжья.

### Морские рептилии Савельевского рудника
В 1931 году началась разработка Савельевского месторождения горючих сланцев на реке Сакме в 35 км к юго-западу от Пугачёва. Савельевский рудник разрабатывал сланцевую толщу нижнего волжского яруса, в которой встречались остатки морских пресмыкающихся (Ichtyosauria и Sauropterygia). Разработка месторождения проходила в трудное для страны время, когда производственные интересы ставились выше интересов науки, однако Журавлёву удалось убедить персонал шахт в важности сохранения уникальных находок.
Благодаря его настойчивости и энтузиазму, были добыты и сохранены скелеты двух ихтиозавров. Один из них — сравнительно небольшой — двухметровый, принадлежит представителю рода Ophthalmosauris. Он был отпрепарирован Журавлёвым и сейчас находится в экспозиции Пугачёвского краеведческого музея. Другой скелет ихтиозавра, значительно большего размера, был передан в Геологический музей Саратовской геолого-разведочной конторы. Кроме того, Журавлёвым в шахтах и отвалах Савельевского рудника было найдено много отдельных костей (по большей части позвонков) и фрагментов скелетов этих морских рептилий.
Особенный интерес представляет находка в 1933 году сравнительно полного скелета плиозавра Pliosaurus irgisensis. Эта находка сохранилась лучше других благодаря тому, что часть скелета (череп, шея и правая сторона туловища) была заключена в плотную известковую конкрецию. На месте находки Журавлёвым были проведены дополнительные раскопки стенки штрека и обнаружены кости таза и правого заднего ласта (длиной 1,85 см).

Скелет плиозавра Pliosaurus irgisensis (Пугачёвский краеведческий музей, 1941)

После препарирования скелет был смонтирован с добавлением недостающих фрагментов и установлен в музее в 1933 году. Это был единственный в СССР скелет плиозавра. С началом Великой Отечественной войны, в октябре 1941 года экспозицию музея пришлось свернуть. Скелет плиозавра вместе с другими экспонатами был спешно разобран и перенесён в сырое полуподвальное помещение, где и находился около двух лет. Пиритизированные кости сильно пострадали от сырости и стали разрушаться. В 1946 году скелет плиозавра был передан в Палеонтологический институт Академии Наук СССР.

### Этнографические исследования
Много внимания уделял этнографическим исследованиям. Посещая сёла Пугачёвского, Ивантеевского, Перелюбского и Краснопартизанского районов, он записывал старинные предания, обряды, легенды и народные песни, собирал домашнюю утварь и предметы быта.

### Публикации
- Журавлёв К. И. Ихтиозавры и плезиозавры из горючих сланцев Савельевского сланцевого рудника // Природа. — 1941. — № 5. — С. 84-86.
- Журавлёв К. И. Находки остатков верхнеюрских рептилий в Савельевском сланцевом руднике // Известия Академии наук СССР, сер. биол. — 1943. — № 5. — С. 293—305.
- Журавлев К. И. Геологическое прошлое Саратовского Заволжья. Популярные беседы. — 1941. — (не опубликовано)

## Память
29 декабря 2009 года имя Константина Ивановича Журавлёва присвоено Пугачёвскому краеведческому музею, которому он посвятил всю жизнь.
Памяти учёного посвящены исследование директора Пугачёвского краеведческого музея имени К. И. Журавлева Нурии Сулеймановой «Заволжская сокровищница» (Сулейманова Н. И. Заволжская сокровищница. — Пугачев, 2009. — 48 с.) и статья Д. Яникина и Л. А. Зякиной «К вопросу о жизни и научной деятельности К. И. Журавлева».